# Новогрудская мечеть
Новогру́дская мече́ть (бел. Навагрудская мячэць) — мечеть в городе Новогрудок, расположенная на улице Ленина, 28. Построена в 1855 году. После Второй мировой войны закрыта, возобновила деятельность только в 1997 году. Памятник архитектуры. Включена в Государственный список историко-культурных ценностей Республики Беларусь.

## История
Известна с XVI века. В 1792 году новогрудские татары получили от Станислава Августа Понятовского привилей на строительство мечети. В 1796 году мечеть возведена.
В 1853 году отставной майор Александр Асанович и хатиб мечети А. Богданович обратились к властям с просьбой о строительстве новой мечети в Новогрудке. В 1855 году благодаря майору в отставке Александру Асановичу была открыта мечеть. При мечети до 1939 года действовала религиозная школа — мектеб.
22 сентября 1929 года мечеть в Новогрудке посетил президент Польши Игнаций Мосцицкий. В 1934—1935 годах здание мечети было отремонтировано. Крыша была покрыта оцинкованной жестью, а также полностью была заменена обивка стен. В 1948 году мечеть была закрыта и перестроена в жильё.
Лишь в 1994 году мечеть была отдана верующим. Тогда началась перестройка здания. 11 июля 1997 года мечеть возобновила свою деятельность. Открытие здания было приурочено к 600-летию поселения татар на территории Беларуси.

## Архитектура
Мечеть представляет собой квадратное здание с михрабом, который накрыт шатровой крышей. В центре михраба находится минарет, который заканчивается куполом. Минарет сделан в традициях мусульманского зодчества. Такие минареты были характерны для мечетей Малой Азии и Ирана XVI—XVII веков.
Интерьер мечети разделён на мужскую и женскую половины с отдельными входами. В мужской части расположены михраб с минбаром. К минбару вела лестница с поручнями. Стены в мечети обшиты. Окна и двери отделаны наличниками, окрашенными в белый цвет.